# Perlenbach
Perlenbach är ett vattendrag i Belgien, på gränsen till Tyskland. Det ligger i den östra delen av landet, 140 km öster om huvudstaden Bryssel.
Omgivningarna runt Perlenbach är en mosaik av jordbruksmark och naturlig växtlighet. Runt Perlenbach är det tätbefolkat, med 570 invånare per kvadratkilometer.